# Be Gone
Be Gone è il terzo album del gruppo musicale power metal Pharaoh, pubblicato nel 2008.

## Tracce
1. Speak to Me – 4:42
2. Daek New Life – 5:10
3. No Remains – 4:40
4. Red Honor – 5:24
5. Buried at Sea – 7:03
6. Rats and Rope – 4:39
7. Cover Your Eyes and Pray – 5:08
8. Telepath – 4:37
9. Be Gone – 5:37

## Formazione
- Tim Aymar - voce
- Matt Johnsen - chitarra
- Chris Kerns - chitarra / basso
- Chris Black - batteria